# Kapitan Planeta i planetarianie
Kapitan Planeta i planetarianie (ang. Captain Planet and the Planeteers) – amerykański serial animowany. Jest to koprodukcja Turner Broadcasting System i DiC Entertainment.
Kontynuacją serialu są Nowe przygody Kapitana Planety (ang. The New Adventures of Captain Planet, 1993–1996) – koprodukcja Turner Broadcasting System i Hanna-Barbera.
Kapitan Planeta i planetarianie jest najbardziej znaną i najbardziej dalekosiężną pedagogiczną animacją proekologiczną. Głównym tematem serialu jest walka o ochronę natury. Propagowanie ochrony środowiska można odnaleźć również w takich serialach animowanych jak:  Widget, Ekoludki i Śmiecioroby oraz Foczka zwana Śnieżkiem.

## Fabuła
Kapitan Planeta to superbohater, który ratuje Ziemię przed zniszczeniem. Pomaga mu w tym Gaja – Dobry Duch Ziemi. Kapitan Planeta powstaje z połączenia mocy przyrody: ziemi, ognia, wiatru, wody i serca. Te moce otrzymuje grupa nastolatków: Kwame z Afryki z mocą ziemi, Wheeler z Ameryki Północnej z mocą ognia, Linka z Europy Wschodniej (choć w angielskiej wersji początkowo można było usłyszeć Związek Radziecki) z mocą wiatru, Gi z Azji z mocą wody i Ma-Ti z Ameryki Południowej z mocą serca. Gaja rozdaje pierścienie z mocą każdemu w niespodziewany sposób. Kwame pracując na polu znalazł go w ziemi. Wheeler znalazł swój w ślepej uliczce, gdy obronił bezbronnego człowieka przed bandytą. Linka grała na organkach muzykę i po chwili przyleciał do niej ptaszek z pierścieniem. Gi bawiła się z delfinem, który na pożegnanie rzucił jej pierścień. Ma-Ti ratując małpkę przed pożarciem przez jaguara otrzymał od niej pierścień. Następnie Gaja zebrała ich i postawiła przed nimi zadanie ratowania Ziemi przed złoczyńcami takimi jak na przykład Doktor Zaraza. Używając swych mocy, próbują ocalić planetę, a gdy sobie nie radzą, łączą swoje moce, przyzywając Kapitana Planetę.
Serial powstał w celach pedagogicznych. Każdy odcinek kończy się jednym lub dwoma apelami Planetarian wzywającymi widzów do dbania o siebie i swoje środowisko.

## Postacie
- Gaja – Dobry Duch Ziemi. Postać ta wzorowana częściowo na bogini Gai z mitologii greckiej. Mieszka na Wyspie Nadziei (Hope Island), zbudowanej z kryształów, położonej na środku oceanu. Jest wszechobecna, może ona pojawić się w dowolnym miejscu i czasie. Może też komunikować się telepatycznie z każdym w dowolnym momencie. Jest związana z Ziemią, a jej zdrowie i życie są związane są ze stanem planety. Powołuje ona grupę planetarian, którym daje pierścienie z mocami do obrony Ziemi. Planetarianom ukazuje się jako czarnoskóra kobieta z długimi włosami, ze złotą obręczą na czole, ubrana w długą zwiewną suknię. W oryginalnej wersji serialu głosu użyczyły Whoopi Goldberg, a później Margot Kidder.
- Kapitan Planeta (Captain Planet) – superbohater, walczący z niszczycielami środowiska. Powstaje z połączenia mocy planetarian. Posiada nadludzką siłę, potrafi latać i emitować promienie. Ma też umiejętność zmiany swojego wyglądu i przybrania postaci np. ognia, strumienia wody, wiatru. Jego moc słabnie, kiedy wejdzie w kontakt ze źródłami zanieczyszczenia. W wersji oryginalnej serialu głosu użyczył David Coburn.

### Planetarianie
- Kwame – ma 16 lat i pochodzi z Ghany w Afryce. Posiada moc ziemi. W wersji oryginalnej głosu użyczył LeVar Burton.
- Wheeler – ma 17 lat, jest najstarszy ze wszystkich planetarian. Pochodzi z Nowego Jorku, dysponuje mocą ognia. Głosu użyczył Joey Dedio.
- Linka – ma 16 lat i pochodzi z europejskiej części Rosji. Posiada moc wiatru. Głosu użyczyła Kath Soucie.
- Gi – ma 16 lat i pochodzi z Korei Południowej w Azji. Dysponuje mocą wody. Głosu użyczyła Janice Kawaye.
- Ma-Ti – ma 14 lat. Jest najmłodszym z planetarian. Jest wnukiem indiańskiego szamana z Peru w Ameryce Południowej.[potrzebny przypis] Dysponuje mocą serca. Głosu użyczył Scott Menville.

### Wrogowie
W serialu wrogami kapitana Planety i planetarian są ekoprzestępcy – ludzie (i nie tylko ludzie), którzy świadomie powodują zagrożenie dla środowiska Ziemi. Kierują się różnymi egoistycznymi pobudkami i mają różne metody działania. Niekiedy łączą siły i działają wspólnie. Ze względu jednak na dzielące ich konflikty zwykle pracują sami. Każde z nich reprezentuje inną katastrofę ekologiczną grożącą Ziemi.
- Doktor Zaraza (Dr. Blight) – kobieta-naukowiec. Ma bliznę na połowie twarzy, którą przysłania blond włosami. Jej pasją jest niszczenie przyrody. Wykorzystuje do tego swoje wynalazki. Reprezentuje zagrożenie jakie dla środowiska niosą niekontrolowana technologia i nieetyczne naukowe eksperymenty. W wersji oryginalnej głosu użyczyły Meg Ryan, a później Mary Kay Bergman.
  - ZŁY (MAL) – inteligentny komputer stworzony  przez dr Zarazę, wspierający ją w jej działalności. Dr. Zaraza rozmawia z nim jak z człowiekiem i często zwraca się do niego pieszczotliwie. Głosu użyczył David Rappaport, później Tim Curry.
- Verminous Skumm[a] – mutant, pół człowiek, pół szczur. Reprezentuje zagrożenie jakie dla środowiska niosą zła sytuacja sanitarna i przestępczość. Głosu użyczyli Jeff Goldblum, a później Maurice LaMarche.
  - Szczurza banda – grupa półludzi, półszczurów pracująca na usługach Szkodnika i wspierająca go w jego działaniach.
- Książę Nuklem (Duke Nukem) – mutant o nietypowym wyglądzie, który posiada moc emitowania radioaktywnego płomienia ze swoich dłoni, co czyni go bardzo niebezpiecznym. Pragnie doprowadzić do katastrofy nuklearnej na Ziemi, by wszyscy ludzie powymierali lub stali się takimi jak on mutantami. Reprezentuje zagrożenie jakie powoduje energia jądrowa. Głosu użyczyli Dean Stockwell, a później Maurice LaMarche.
  - Ołowiak (Leadsuit) – tchórzliwy sługa Księcia Nukema, wspierający go w jego działaniach. Liczy na to, że kiedy nastąpi radioaktywna era, będzie władał światem u boku swojego szefa. Nosi ochronny kostium zabezpieczający go przed promieniowaniem. Głosu użyczył Frank Welker.
- Knur Chciwiec (Hoggish Greedly) – otyły mężczyzna, przypominający świnię. Lubi dużo jeść. Jego drugą, oprócz jedzenia, pasją jest niszczenie środowiska. Reprezentuje zagrożenie jakie powoduje niepohamowana konsumpcja. Głosu użyczył Edward Asner.
  - Spec (Rigger) – sługa Chciwca. Głosu użyczył John Ratzenberger.
- Zarm – dawny duch Ziemi, który opuścił Gaję, szukając innych światów. Na innej planecie spowodował konflikty i wojnę, która doprowadziła do zagłady jej populacji. Teraz powrócił na Ziemię, by na niej uczynić to samo. Reprezentuje zagrożenie jakie powodują wojny. Głosu użyczyli Sting, David Warner, Malcolm McDowell.
- Szachraj Szwindel (Looten Plunder) – zamożny biznesmen, który prowadzi działalność niszczącą środowisko, pozwalającą mu jednocześnie zarabiać na tym. Reprezentuje zagrożenie jakie powoduje niekontrolowany kapitalizm i nieetycznie prowadzone operacje biznesowe. Głosu użyczyli James Coburn, później Ed Gilbert.
  - Ponurak (Argos Bleak) – podwładny Szwindela, jego pilot i dowódca jego prywatnej armii. Wspiera Szwindela w jego działaniach. Niekiedy działa też sam. Głosu użyczył S. Scott Bullock.
- Chytrus Szlam (Sly Sludge) – ekoprzestępca, który podobnie jak Szachraj Szwindel, stara się na swojej działalności zarobić. Jest podstępny i wykorzystuje niewiedzę innych.  Reprezentuje zagrożenie jakie powoduje ignorancja i krótkowzroczność działania. Głosu użyczyli Martin Sheen i Jim Cummings.
  - Ooze – sługa Chytrusa. Głosu użyczył Cam Clarke.
- Kapitan Toksyna (Captain Pollution) – niegodziwy odpowiednik Kapitana Planety, obdarzony niszczycielskimi nadprzyrodzonymi mocami. Walczy przeciwko środowisku. Pojawia się w dwuczęściowym odcinku Misja ratowania Ziemi (Mission to Save Earth ), w którym eko-złoczyńcy łączą swoje siły. Doktor Zarazie udaje się stworzyć duplikaty pierścieni mocy planetarian i rozdać je pozostałym złoczyńcom. Moce pierścieni eko-złoczyńców to: Super promieniowanie (Książę Nukem), Zagłada lasów (Szachraj Szwindel), Smog (Chytrus Szlam), Trucizny (Szkodnik) i Zło (Doktor Zaraza). Z połączenia ich mocy tworzy się kapitan Toksyna. Głosu użyczył mu David Coburn.

## Wersja polska
W Polsce emitowany w TVP2 od 16 marca 1991 roku. Istnieją dwie wersje lektorska i dubbingowa.

### Lektor
- Wersja polska z angielskim dubbingiem i polskim lektorem Henrykiem Pijanowskim.

### Dubbing
Wersja polska: Master Film

Reżyseria:
- Ewa Kania,
- Waldemar Modestowicz,
- Maria Horodecka

Dialogi:
- Joanna Klimkiewicz,
- Krystyna Kotecka,
- Elżbieta Włodarczyk

Dźwięk:
- Renata Gontarz,
- Małgorzata Gil

Montaż:
- Agnieszka Kołodziejczyk,
- Michał Przybył

Kierownictwo produkcji:
- Dorota Suske,
- Dariusz Paprocki,
- Dariusz Falana

Wystąpili:
- Robert Czebotar – Kapitan Planeta
- Jacek Rozenek – Kwame
- Tomasz Bednarek –
  - Wheeler (sezony I-III),
  - Lucien (odc. 68)
- Piotr Adamczyk – Wheeler (sezony IV-VI)
- Katarzyna Tatarak – Gi
- Jacek Braciak – Ma-Ti
- Izabella Bukowska – Linka
- Grażyna Wolszczak-Sikora – Gaja
- Robert Tondera – Suchi
- Zbigniew Suszyński –
  - Książę Nukem,
  - Kapitan Toksyna
- Jacek Czyż – Knur Chciwiec
- Ewa Kania – Doktor Zaraza
- Włodzimierz Press –
  - Verminous Skumm,
  - ZŁY
- Włodzimierz Bednarski – Szachraj Szwindel
- Marek Frąckowiak – Szachraj Szwindel (tyłówka)
- Jan Kulczycki –
  - Chytrus Szlam[5],
  - sprzątacz (odc. 77)
- Krzysztof Zakrzewski – Zarm
- Józef Mika – Spec (oprócz odc. 47)
- Ryszard Olesiński – Ponurak
- Agnieszka Kunikowska – Angela (odc. 37)
- Marcin Przybylski – Joe (odc. 37)
- Jolanta Wołłejko – Pani naukowiec (odc. 37)
- Jacek Sołtysiak – Sam (odc. 41)
- Beata Łuczak – dziennikarka (odc. 43)
- Janusz Wituch – przewodniczący ONZ (odc. 43)
- Piotr Zelt – asystent przewodniczącego (odc. 43)
- Mieczysław Morański – Spec (odc. 47)
- Elżbieta Bednarek – ornitolożka (odc. 47)
- Tomasz Marzecki – szaman (odc. 48)
- Maria Maj – matka Luciena (odc. 68)
- Janusz Bukowski – szef fabryki (odc. 77)
- Dariusz Odija – Greg (odc. 77)

i inni
Lektor:
- Tomasz Marzecki, (sezony I-III)
- Maciej Gudowski (sezony IV-VI)

Tekst piosenki: Kalina Jeżykowska

Opracowanie muzyczne: Eugeniusz Majchrzak

Śpiewali: Beata Jankowska, Monika Wierzbicka, Piotr Hajduk, Adam Krylik

## Spis odcinków
|                                 |            |                                 |                                     |                                        |
| KAPITAN PLANETA I PLANETARIANIE |            |                                 |                                     |                                        |
|                                 |            |                                 |                                     |                                        |
| Nr                              | Nr w serii | Polski tytuł (wersja lektorska) | Polski tytuł (wersja dubbingowa)    | Angielski tytuł                        |
|                                 |            |                                 |                                     |                                        |
| SERIA PIERWSZA (1)              |            |                                 |                                     |                                        |
|                                 |            |                                 |                                     |                                        |
| 001                             | 01         | Bohater dla planety Ziemi       | Bohater dla Ziemi                   | A Hero for Earth                       |
|                                 |            |                                 |                                     |                                        |
| 002                             | 02         | Kwaśny deszcz                   | Groźny deszcz                       | Rain of Terror                         |
|                                 |            |                                 |                                     |                                        |
| 003                             | 03         |                                 | Bestia ze świątyni                  | Beast of the Temple                    |
|                                 |            |                                 |                                     |                                        |
| 004                             | 04         | Znowu w akcji                   |                                     | Skumm Lord                             |
|                                 |            |                                 |                                     |                                        |
| 005                             | 05         |                                 | Śmiertelny okup                     | Deadly Ransom                          |
|                                 |            |                                 |                                     |                                        |
| 006                             | 06         | Zdobywca                        |                                     | The Conqueror                          |
|                                 |            |                                 |                                     |                                        |
| 007                             | 07         | Ostatnie ze swego gatunku       | Ostatnia z gatunku                  | The Last of Her Kind                   |
|                                 |            |                                 |                                     |                                        |
| 008                             | 08         |                                 | Martwe morza                        | The Dead Seas                          |
|                                 |            |                                 |                                     |                                        |
| 009                             | 09         | Drzewo życia                    |                                     | Tree of Life                           |
|                                 |            |                                 |                                     |                                        |
| 010                             | 10         | Gniew wulkanu                   |                                     | Volcano’s Wrath                        |
|                                 |            |                                 |                                     |                                        |
| 011                             | 11         |                                 | Najmniejszy z planetarian           | Littlest Planeteer                     |
|                                 |            |                                 |                                     |                                        |
| 012                             | 12         | Podwodny świat                  | Świat pod nami                      | A World Below Us                       |
|                                 |            |                                 |                                     |                                        |
| 013                             | 13         |                                 | Tama Szwindla                       | Plunder Dam                            |
|                                 |            |                                 |                                     |                                        |
| 014                             | 14         |                                 | Syndrom stopienia rdzenia           | Meltdown Syndrome                      |
|                                 |            |                                 |                                     |                                        |
| 015                             | 15         |                                 |                                     | Smog Hog                               |
|                                 |            |                                 |                                     |                                        |
| 016                             | 16         |                                 | Zanieczyszczanie przez komputer     | Polluting by Computer                  |
|                                 |            |                                 |                                     |                                        |
| 017                             | 17         |                                 | Nie pijcie tej wody                 | Don’t Drink the Water                  |
|                                 |            |                                 |                                     |                                        |
| 018                             | 18         |                                 |                                     | Kwame’s Crisis                         |
|                                 |            |                                 |                                     |                                        |
| 019                             | 19         |                                 | Dziura ozonowa                      | The Ozone Hole                         |
|                                 |            |                                 |                                     |                                        |
| 020                             | 20         | Przeciek w elektrowni           | Podstawowe skażenie                 | The Ultimate Pollution                 |
|                                 |            |                                 |                                     |                                        |
| 021                             | 21         |                                 | Bomba populacyjna                   | Population Bomb                        |
|                                 |            |                                 |                                     |                                        |
| 022                             | 22         |                                 | Misja ratowania Ziemi               | Mission to Save Earth                  |
| 023                             | 23         |                                 | Misja ratowania Ziemi               | Mission to Save Earth                  |
|                                 |            |                                 |                                     |                                        |
| 024                             | 24         | Podróż w przyszłość             | Dwa warianty przyszłości            | Two Futures                            |
| 025                             | 25         | Podróż w przyszłość             | Dwa warianty przyszłości            | Two Futures                            |
|                                 |            |                                 |                                     |                                        |
| 026                             | 26         |                                 | Fala gorąca                         | Heat Wave                              |
|                                 |            |                                 |                                     |                                        |
| SERIA DRUGA (2)                 |            |                                 |                                     |                                        |
|                                 |            |                                 |                                     |                                        |
| 027                             | 27         |                                 | Zatrucie umysłu                     | Mind Pollution                         |
|                                 |            |                                 |                                     |                                        |
| 028                             | 28         | Śmiecie atakują                 | Strajk śmieciarzy                   | The Garbage Strikes                    |
|                                 |            |                                 |                                     |                                        |
| 029                             | 29         | Kopuły zagłady                  | Zdradliwe kopuły                    | Domes of Doom                          |
|                                 |            |                                 |                                     |                                        |
| 030                             | 30         | Straszne skutki klonowania      | Eksplozja klonów                    | Send in the Clones                     |
|                                 |            |                                 |                                     |                                        |
| 031                             | 31         | Drapieżnik                      | Drapieżnik                          | The Predator                           |
|                                 |            |                                 |                                     |                                        |
| 032                             | 32         | Arka                            | Arka                                | The Ark                                |
|                                 |            |                                 |                                     |                                        |
| 033                             | 33         | Wyspa Słońca                    | Wyspa energii słonecznej            | Isle of Solar Energy                   |
|                                 |            |                                 |                                     |                                        |
| 034                             | 34         | Zabójca korali                  | Zabójca koralowców                  | The Coral Killer                       |
|                                 |            |                                 |                                     |                                        |
| 035                             | 35         | Detektyw Ma-Ti                  | Wielka tajemnica                    | The Big Clam-up                        |
|                                 |            |                                 |                                     |                                        |
| 036                             | 36         |                                 | Wewnętrzne zatrucie                 | An Inside Job                          |
|                                 |            |                                 |                                     |                                        |
| 037                             | 37         | Drobny druk                     | Drobny druk                         | The Fine Print                         |
|                                 |            |                                 |                                     |                                        |
| 038                             | 38         |                                 | Wyścig na pustyni                   | Off Road Hog                           |
|                                 |            |                                 |                                     |                                        |
| 039                             | 39         |                                 | Kłopot z jajami żółwi               | Trouble on the Half Shell              |
|                                 |            |                                 |                                     |                                        |
| 040                             | 40         |                                 |                                     | Stardust                               |
|                                 |            |                                 |                                     |                                        |
| 041                             | 41         | Błękitna linia                  | Ekologiczna kolejka                 | The Blue Car Line                      |
|                                 |            |                                 |                                     |                                        |
| 042                             | 42         |                                 | Ptak bez piór                       | Birds of a Feather                     |
|                                 |            |                                 |                                     |                                        |
| 043                             | 43         | Konferencja na Szczycie         | Konferencja w sprawie ochrony Ziemi | Summit to Save Earth                   |
| 044                             | 44         | Konferencja na Szczycie         | Konferencja w sprawie ochrony Ziemi | Summit to Save Earth                   |
|                                 |            |                                 |                                     |                                        |
| 045                             | 45         | Przegrana gra                   | Kolejny eksperyment                 | Losing Game                            |
|                                 |            |                                 |                                     |                                        |
| 046                             | 46         |                                 | Zrządzenie losu                     | A Twist of Fate                        |
|                                 |            |                                 |                                     |                                        |
| 047                             | 47         | Wielki rabunek drzew            | Walka o drzewa                      | The Great Tree Heist                   |
|                                 |            |                                 |                                     |                                        |
| 048                             | 48         | Zagrożona Amazonia              | Promieniująca Amazonia              | Radiant Amazon                         |
|                                 |            |                                 |                                     |                                        |
| 049                             | 49         | Spalona ziemia                  | Taktyka spalonej Ziemi              | Scorched Earth                         |
|                                 |            |                                 |                                     |                                        |
| 050                             | 50         | Kanał nienawiści                | Zemsta Scumma                       | Hate Canal                             |
|                                 |            |                                 |                                     |                                        |
| 051                             | 51         | Żegnajcie wieloryby             | Powodzenia, wieloryby               | Fare Thee Whale                        |
|                                 |            |                                 |                                     |                                        |
| 052                             | 52         |                                 |                                     | Utopia                                 |
|                                 |            |                                 |                                     |                                        |
| SERIA TRZECIA (3)               |            |                                 |                                     |                                        |
|                                 |            |                                 |                                     |                                        |
| 053                             | 53         |                                 |                                     | Greenhouse Planet                      |
|                                 |            |                                 |                                     |                                        |
| 054                             | 54         |                                 |                                     | A Creep from the Deep                  |
|                                 |            |                                 |                                     |                                        |
| 055                             | 55         |                                 |                                     | The Deadly Glow                        |
|                                 |            |                                 |                                     |                                        |
| 056                             | 56         |                                 |                                     | A Perfect World                        |
|                                 |            |                                 |                                     |                                        |
| 057                             | 57         |                                 |                                     | The Dream Machine                      |
|                                 |            |                                 |                                     |                                        |
| 058                             | 58         |                                 |                                     | Bitter Waters                          |
|                                 |            |                                 |                                     |                                        |
| 059                             | 59         |                                 |                                     | The Guinea Pigs                        |
|                                 |            |                                 |                                     |                                        |
| 060                             | 60         |                                 |                                     | OK at the Gunfight Corral              |
|                                 |            |                                 |                                     |                                        |
| 061                             | 61         |                                 |                                     | Canned Hunt                            |
|                                 |            |                                 |                                     |                                        |
| 062                             | 62         |                                 |                                     | Hog Tide                               |
|                                 |            |                                 |                                     |                                        |
| 063                             | 63         |                                 |                                     | A Formula for Hate                     |
|                                 |            |                                 |                                     |                                        |
| 064                             | 64         |                                 |                                     | If It’s Doomsday, This Must Be Belfast |
|                                 |            |                                 |                                     |                                        |
| 065                             | 65         |                                 |                                     | The Night of the Wolf                  |
|                                 |            |                                 |                                     |                                        |

|                                |            |                                 |                                     |
| NOWE PRZYGODY KAPITANA PLANETY |            |                                 |                                     |
|                                |            |                                 |                                     |
| Nr                             | Nr w serii | Polski tytuł                    | Angielski tytuł                     |
|                                |            |                                 |                                     |
| SERIA PIERWSZA (4)             |            |                                 |                                     |
|                                |            |                                 |                                     |
| 066                            | 01         | Nie wolno niszczyć kopalni      | A Mine Is a Terrible Thing to Waste |
| 067                            | 02         | Nie wolno niszczyć kopalni      | A Mine Is a Terrible Thing to Waste |
|                                |            |                                 |                                     |
| 068                            | 03         | Chcę być twoim misiem Teddy     | I Just Want to Be Your Teddy Bear   |
|                                |            |                                 |                                     |
| 069                            | 04         | Linko, wróć                     | Missing Linka                       |
|                                |            |                                 |                                     |
| 070                            | 05         | Nie wszystko da się przewidzieć | The Unbearable Blightness of Being  |
|                                |            |                                 |                                     |
| 071                            | 06         |                                 | Wheeler’s Ark                       |
|                                |            |                                 |                                     |
| 072                            | 07         |                                 | Sea No Evil                         |
|                                |            |                                 |                                     |
| 073                            | 08         |                                 | Future Shock                        |
|                                |            |                                 |                                     |
| 074                            | 09         |                                 | I’ve Lost My Mayan                  |
|                                |            |                                 |                                     |
| 075                            | 10         |                                 | Talkin’ Trash                       |
|                                |            |                                 |                                     |
| 076                            | 11         |                                 | The Energy Vampire                  |
|                                |            |                                 |                                     |
| 077                            | 12         | Grunt to zielone                | Bottom Line Green                   |
|                                |            |                                 |                                     |
| 078                            | 13         | Legenda o Gorylach              | Gorillas Will Be Missed             |
|                                |            |                                 |                                     |
| 079                            | 14         | Wynocha Chrząszcze!             | Bug Off                             |
|                                |            |                                 |                                     |
| 080                            | 15         | Zagraj z nami o Planetę         | You Bet Your Planet                 |
|                                |            |                                 |                                     |
| 081                            | 16         |                                 | Going Bats, Man                     |
|                                |            |                                 |                                     |
| 082                            | 17         |                                 | Jail House Flock                    |
|                                |            |                                 |                                     |
| 083                            | 18         |                                 | High Steaks                         |
|                                |            |                                 |                                     |
| 084                            | 19         |                                 | Planeteers Under Glass              |
|                                |            |                                 |                                     |
| 085                            | 20         | Orangutanowe kłopoty            | Orangu-Tangle                       |
|                                |            |                                 |                                     |
| 086                            | 21         |                                 | No Horsing Around                   |
|                                |            |                                 |                                     |
| 087                            | 22         |                                 | ’Teers in the Hood                  |
|                                |            |                                 |                                     |
| SERIA DRUGA (5)                |            |                                 |                                     |
|                                |            |                                 |                                     |
| 088                            | 23         |                                 | Twilight Ozone                      |
|                                |            |                                 |                                     |
| 089                            | 24         |                                 | Hollywaste                          |
|                                |            |                                 |                                     |
| 090                            | 25         |                                 | The Ghost of Porkaloin Past         |
|                                |            |                                 |                                     |
| 091                            | 26         |                                 | Disoriented Express                 |
|                                |            |                                 |                                     |
| 092                            | 27         |                                 | Horns a’ Plenty                     |
|                                |            |                                 |                                     |
| 093                            | 28         |                                 | A River Ran Through It              |
|                                |            |                                 |                                     |
| 094                            | 29         | Nie ma, jak w domu              | No Place Like Home                  |
|                                |            |                                 |                                     |
| 095                            | 30         |                                 | Little Crop of Horrors              |
|                                |            |                                 |                                     |
| 096                            | 31         |                                 | In Zarm’s Way                       |
|                                |            |                                 |                                     |
| 097                            | 32         |                                 | No Small Problem                    |
|                                |            |                                 |                                     |
| 098                            | 33         | Urodziny Wheelera               | Numbers Game                        |
|                                |            |                                 |                                     |
| 099                            | 34         |                                 | Nothing’s Sacred                    |
|                                |            |                                 |                                     |
| 100                            | 35         | Nowa Telewizja                  | Who’s Running the Show?             |
|                                |            |                                 |                                     |
| SERIA TRZECIA (6)              |            |                                 |                                     |
|                                |            |                                 |                                     |
| 101                            | 36         |                                 | An Eye for an Eye                   |
|                                |            |                                 |                                     |
| 102                            | 37         |                                 | Whoo Gives a Hoot?                  |
|                                |            |                                 |                                     |
| 103                            | 38         |                                 | Frog Day Afternoon                  |
|                                |            |                                 |                                     |
| 104                            | 39         |                                 | 5-Ring Panda-Monium                 |
|                                |            |                                 |                                     |
| 105                            | 40         |                                 | A Good Bomb Is Hard to Find         |
|                                |            |                                 |                                     |
| 106                            | 41         |                                 | Dirty Politics                      |
|                                |            |                                 |                                     |
| 107                            | 42         |                                 | Old Ma River                        |
|                                |            |                                 |                                     |
| 108                            | 43         |                                 | One of the Gang                     |
|                                |            |                                 |                                     |
| 109                            | 44         |                                 | Twelve Angry Animals                |
|                                |            |                                 |                                     |
| 110                            | 45         |                                 | Never the Twain Shall Meet          |
|                                |            |                                 |                                     |
| 111                            | 46         |                                 | Delta Gone                          |
|                                |            |                                 |                                     |
| 112                            | 47         |                                 | Greed Is the Word                   |
|                                |            |                                 |                                     |
| 113                            | 48         |                                 | 101 Mutations                       |
|                                |            |                                 |                                     |

## Gry
- Captain Planet and The Robots of Zarm – gra RPG on-line w Shockwave
- Captain Planet and the Planeteers – strzelanka na Nintendo Entertainment System
- Captain Planet and the Planeteers. thelegacy.de. [zarchiwizowane z tego adresu (2006-10-11)]. – zupełnie inna gra (platformowo logiczna) na Amigę